# Oporządzenie polowe Wojska Polskiego

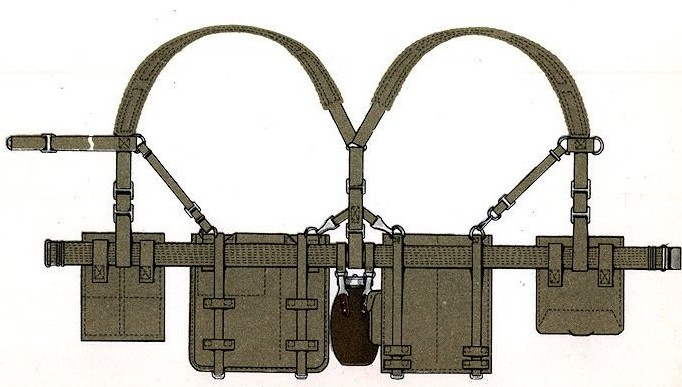
Oporządzenie niepełne. Rozmieszczenie elementów według regulaminu, w praktyce niestosowane ze względu na małą ergonomię

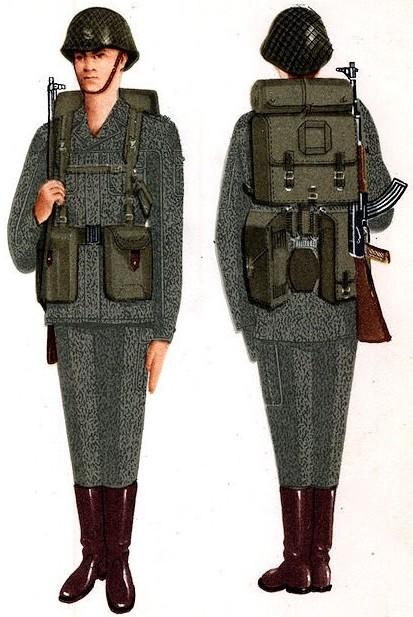
Żołnierz z oporządzeniem pełnym. Rozmieszczenie elementów według regulaminu

Oporządzenie polowe szeregowca – system oporządzeniowy oparty na pasoszelkach używany w Wojsku Polskim od początku lat 70. XX wieku. Niektóre elementy tego systemu występują w tyłowych i szkolnych jednostkach Wojska Polskiego do dziś.

## Historia
Parciane pasoszelki zostały wprowadzone na wyposażenie Ludowego Wojska Polskiego w początku lat 70. XX wieku, w tym czasie podobne rozwiązania występowały w innych armiach państw Układu Warszawskiego. Nowy system zastąpił poprzednią, używaną od lat 40. do lat 60. wersję oporządzenia opartą na produkowanym po II wojnie światowej tornistrze wz. 1933, niekiedy w wersji wz. 1933/1950, który był wzmacniany na spodzie skórą. Oporządzenie to wywodziło się w prostej linii z oporządzenia armii niemieckiej z okresu II wojny światowej. Choć takie oporządzenie było nieergonomiczne oraz technologicznie przestarzałe miało swoje niewątpliwe zalety przy koncepcji wojny totalnej, w której należało wyposażyć kilkuset tysięcy żołnierzy z poboru – było tanie i łatwe w produkcji.
Na przełomie lat 80. i 90. wprowadzono nowe elementy (m.in. nowy typ plecaka, nowe pasy, ładownice na magazynki), lecz system pozostawał przestarzały. W drugiej połowie lat 90. wprowadzono szelki wz. 988/MON oraz nowe rodzaje plecaków. Obecnie duża część żołnierzy (zwłaszcza pełniących służbę poza granicami kraju) używa kamizelek i plecaków zakupionych prywatnie (lub interwencyjnie przez jednostki). Obecnie parciane pasoszelki używane są w jednostkach tyłowych, NSR oraz podczas szkolenia unitarnego.

## Konstrukcja
Oporządzenie składało się z:
- pasa szeregowca wykonanego z beżowego partu
- parcianych szelek do oporządzenia, w późniejszej produkcji także nylonowych
- torby z maską przeciwgazową (Bss-mo-4u lub MP-4)
- ogólnowojskowego zestawu ochronnego OP-1 w pokrowcu,
- łopatki piechoty w pokrowcu
- torby na wyposażenie, tzw. chlebak
- ładownicy na trzy magazynki kbk AK/AKM
- tornistra
- Manierki wz.37

Występowały dwie konfiguracje oporządzenia: tzw. pełne i niepełne. Oporządzenie pełne obowiązywało podczas warty, przy wyjściu na ćwiczenia w pole lub na rozkaz przełożonych. Natomiast oporządzenie niepełne składało się z takich samych elementów z wyjątkiem tornistra.